# Ídra
Ídra (görögül Υδρα [ídra]), ismertebb nevén Hydra, a Szaróni-szigetek egyike Görögországban. A Peloponnészosz-félszigettől a keskeny Ídrai-öböl választja el.

## Története
Az ókorban Hüdrea (Υδρέα) volt a neve, ami vizet jelent, és a szigeten található forrásokra utal. Ezek a kutak a 20. század közepén földmozgások miatt eldugultak, a sziget ma már száraz.
A középkorban velencei uralom alatt állt. A törökök elkerülték, nem hódították meg.
A sziget alkalmatlan a mezőgazdasági művelésre, ezért lakói kereskedésből éltek. Hatalmas kereskedelmi flotta felett rendelkeztek, meghatározó szerepet játszottak a görög szabadságharcban. A flotta 130 hajóját hadi célokra átalakították, és ezzel jelentős mértékben hozzájárultak a törökök elleni küzdelemhez.
Két híres vezért is adtak a felkelésnek. Jorgosz Kunduriotisz volt a megalakuló görög parlament elnöke 1822 és 1827 között. Andreasz Miaulisz tábornok pedig a hadiflotta parancsnoka volt. Mindkettőjükről utcákat neveztek el Görögország-szerte.

## Ídra ma
Ídra ma meghatározóan a turizmusból él. Gazdag athéniak tartanak itt fenn maguknak villákat. A szigetet komppal lehet megközelíteni Pireuszból, Ermioniból, Póroszból, Szpéceszből, illetve a Peloponnészosz középső része felől, a közeli Nafplióból.
A szigeten a szemétszállító járművek kivételével tilos a motoros járművek közlekedése, a szállítást szamarakon és vízitaxin végzik. A lakott terület azonban viszonylag kicsiny, ezért a többség egyszerűen gyalog jár.
A sziget fő települése az északi parton fekvő Ídra kikötőváros, amely hold alakú, közepén éttermekkel, boltokkal. Innen minden irányba meredek utcácskák vezetnek felfelé a hegyoldalra. A félhold két végén erődök állnak ágyúkkal, régen ezekkel védték a kikötőt. A félhold bal oldali végén jellegzetes szélmalmok láthatók már messziről.

## Kultúra
Késő júniusban a sziget lakói egy játékos csatát rendeznek a függetlenségi harc emlékére, amelyet Miaulisz tábornok emlékére Miaulia Fesztiválnak neveztek el.
Minden évben október közepén rendezik Hydrán a rembetika zenei irányzat konferenciáját, amely lelkes rajongókat vonz Görögországból és külföldről is.
A szigeten volt egy ideig villája a híres kanadai zenésznek, Leonard Cohennek.

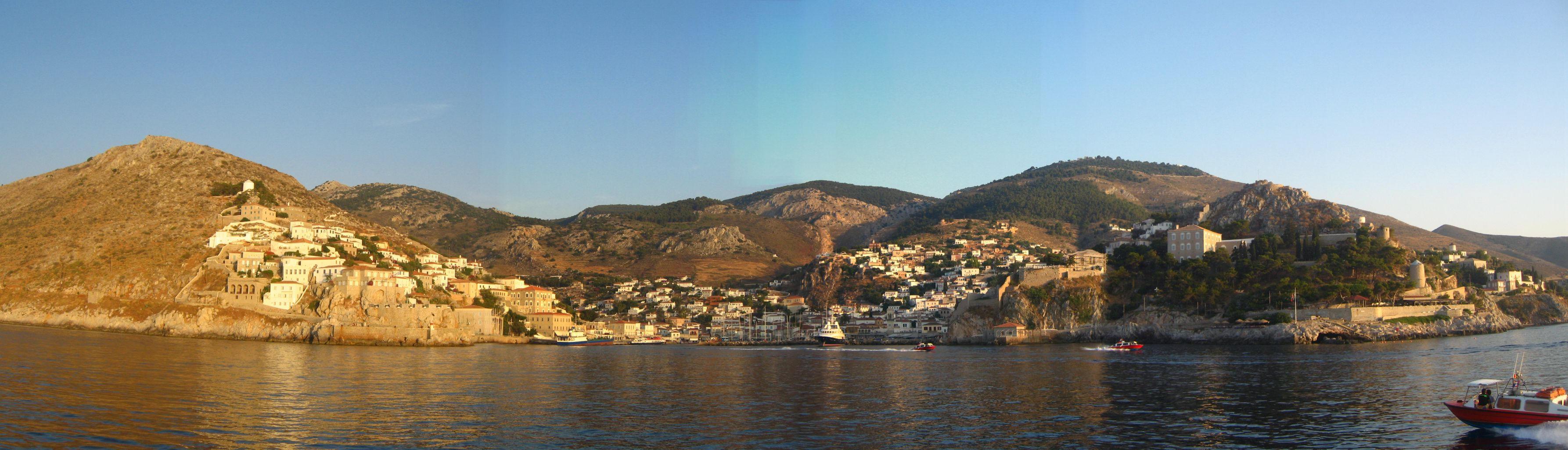
Ídra kikötője a tenger felől